# Stenia glatzii
Stenia glatzii är en orkidéart som beskrevs av Tilman Neudecker och Günter Gerlach. Stenia glatzii ingår i släktet Stenia och familjen orkidéer. Inga underarter finns listade i Catalogue of Life.